# I Nyoman Sukarja
I Nyoman Sukarja (sinh ngày 17 tháng 8 năm 1989, ở Denpasar) là một cầu thủ bóng đá người Indonesia thi đấu cho Bali United F.C. ở Liga 1 ở vị trí Tiền đạo 